# Rotes Tor (Augsburg)

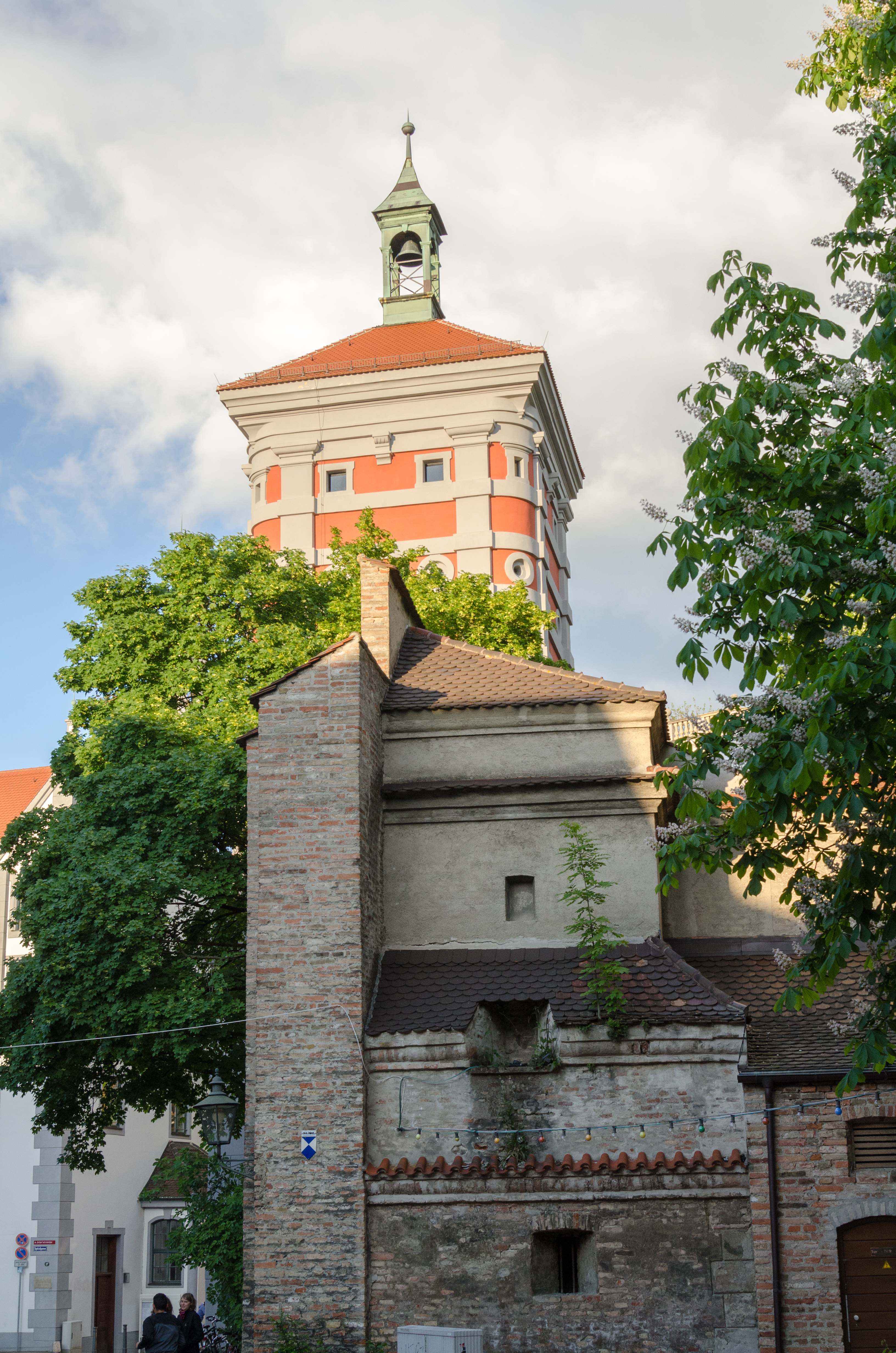
Rotes Tor mit Stadtmauer von Westen

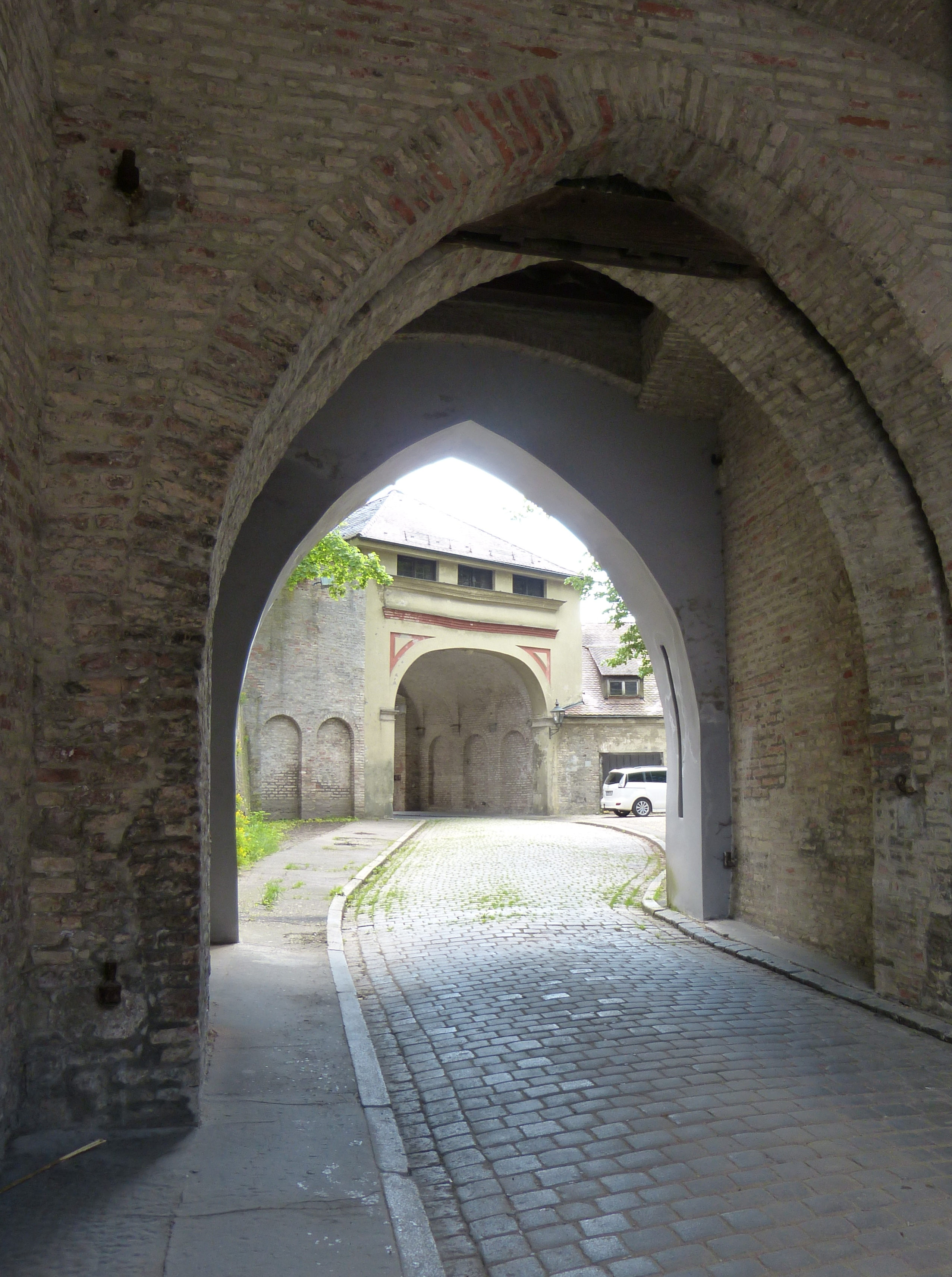
Blick durchs Tor zum Vortor

Das Rote Tor (früher auch Spitaltor oder Haunstetter Tor genannt) war Teil der ehemaligen Augsburger Stadtbefestigung und wurde während der Niederlegung der Stadtmauer im 19. Jahrhundert nicht abgetragen.

## Gebäude
Es befindet sich im Süden der Augsburger Innenstadt. Der Name leitet sich von der roten Farbgebung des Turmes ab, die er im Mittelalter besaß und im Zuge der Sanierung im 20. Jahrhundert wieder erhalten hat. Zusammen mit der Brücke, dem Vortor sowie der Bastion und dem Stadtgraben bildete das Tor die Rote-Torwall-Anlage, die in wesentlichen Teilen bis heute erhalten ist.

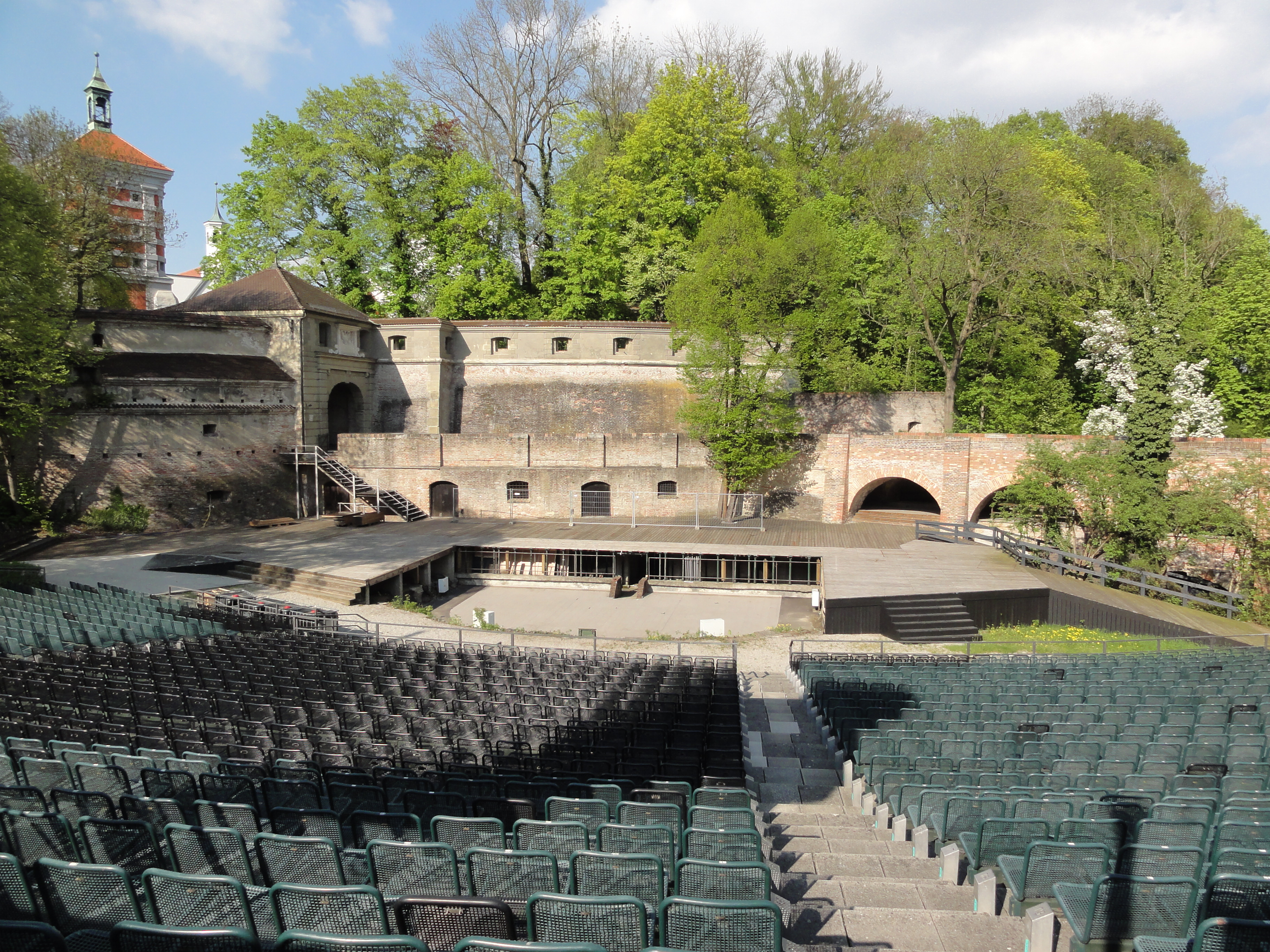
Rotes Tor mit Außentor, Bastion und Brücke von der Freilichtbühne
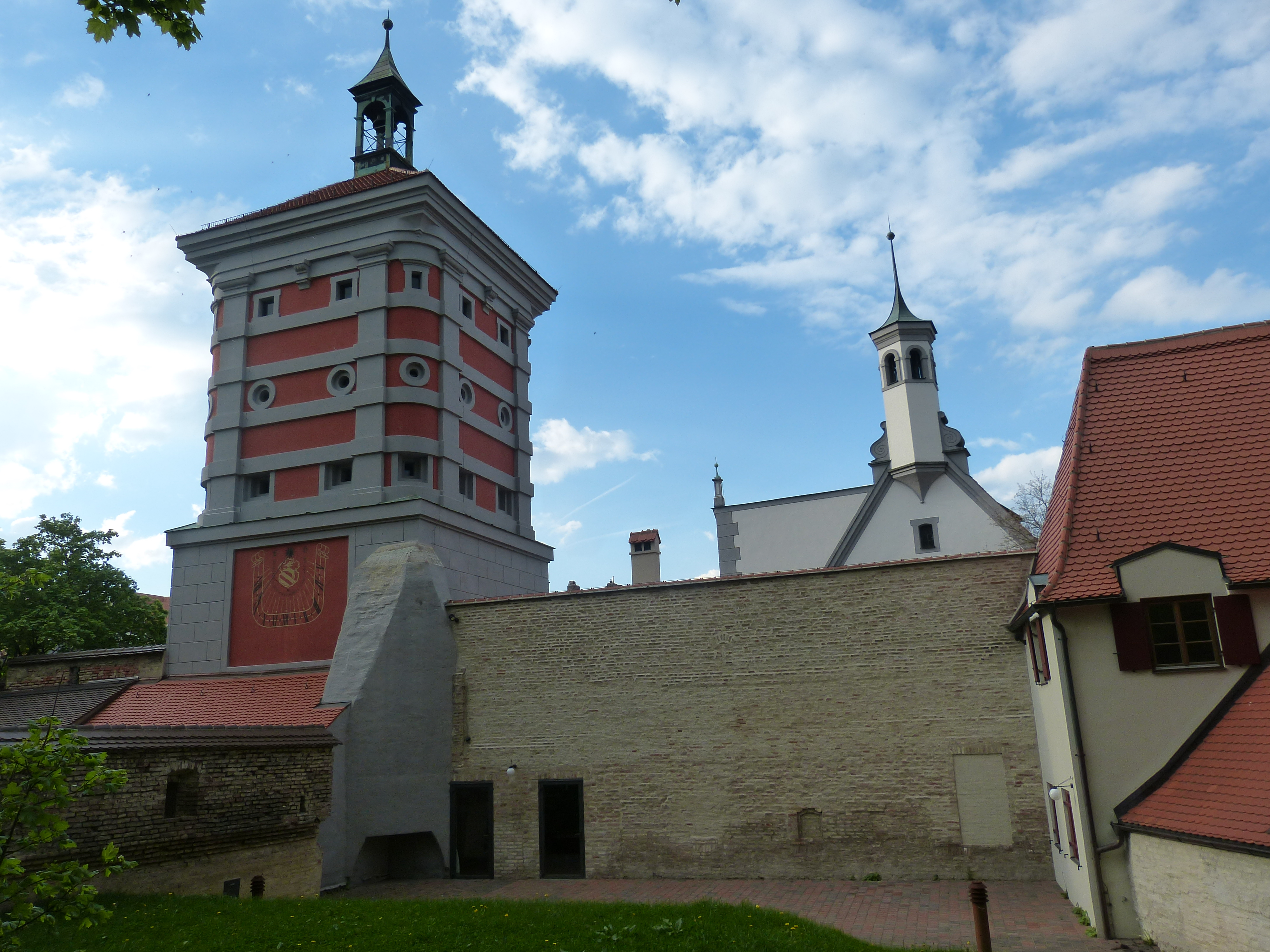
Stadtmauer östlich des Roten Tors von der Rotetorbastion
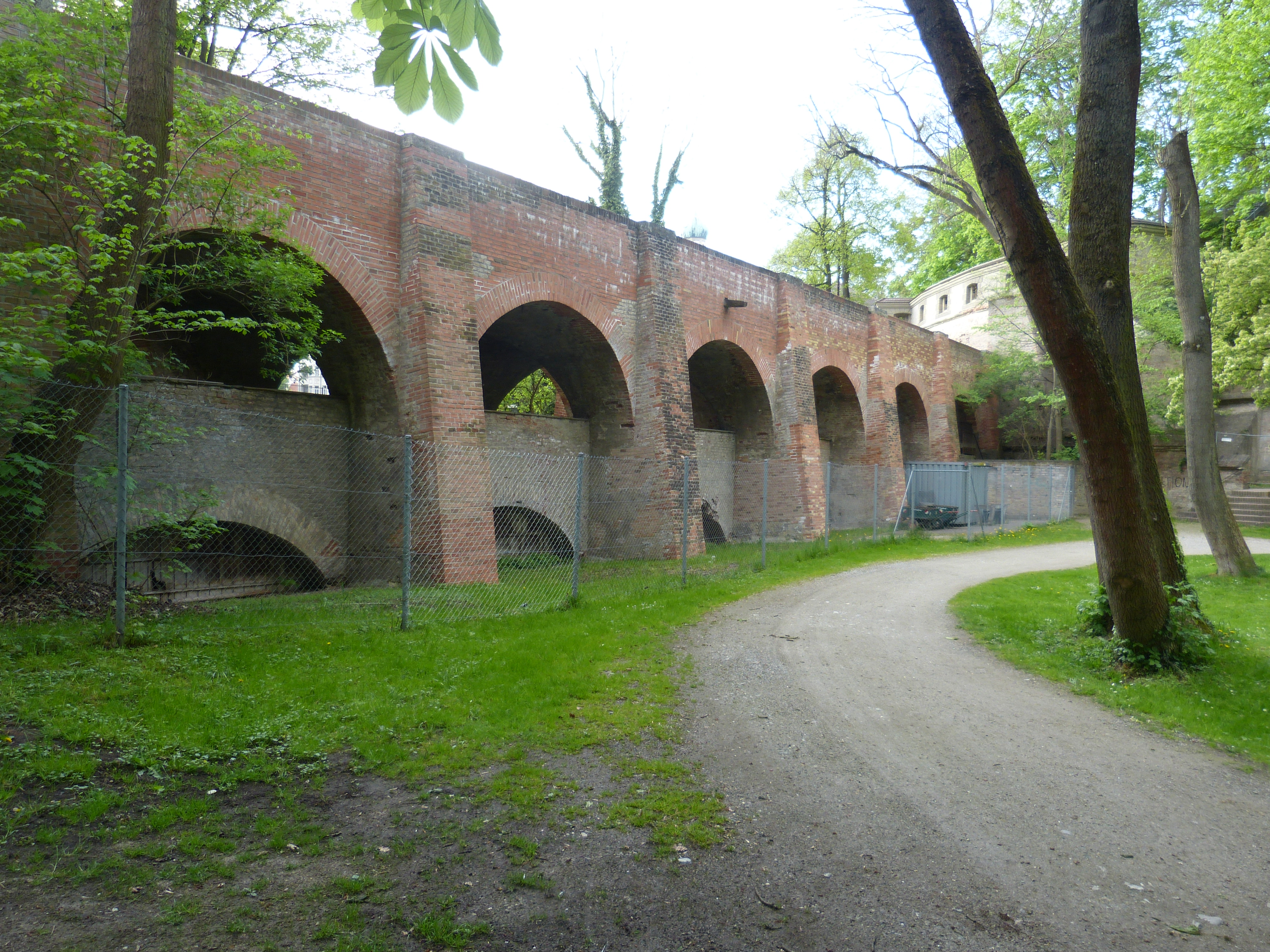
Brücke und Aquädukt vor der Rotetorbastion
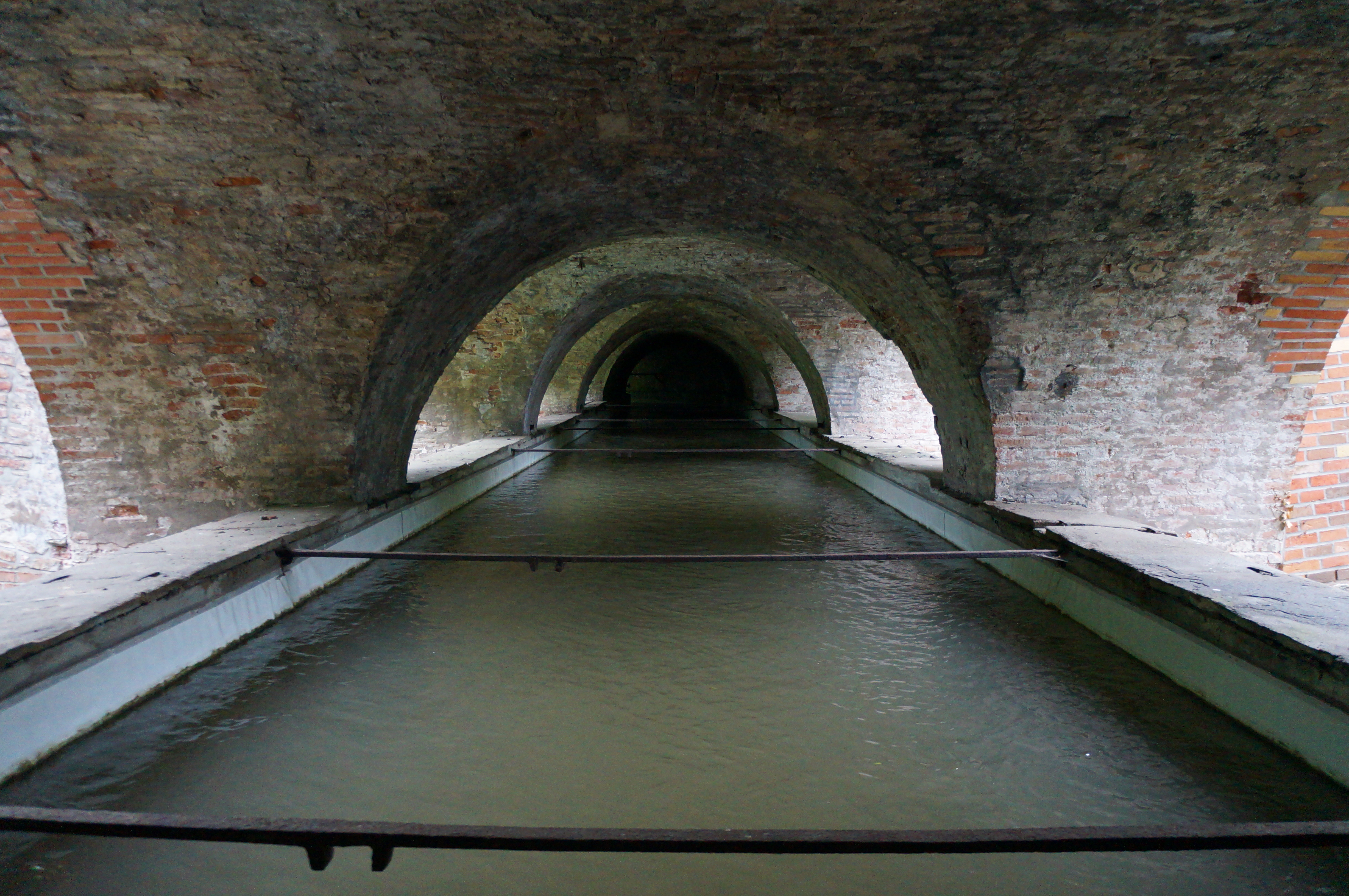
Aquädukt unter der Brücke

Die Augsburger Freilichtbühne nimmt heute den südlichen Bereich vor dem Tor ein. Das Tor selbst gehört dadurch seither zum abgesperrten Backstage-Bereich der Freilichtbühne und ist nur für Befugte durchfahrbar. Die Sonnenuhr auf der Südseite des Turmes ist nur von der Freilichtbühne und von den Wallanlagen aus abzulesen.

## Geschichte

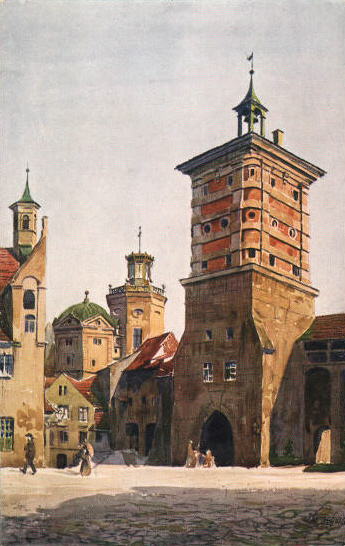
Ansichtskarte von Augsburg (vor 1917)

Erstmals urkundlich erwähnt wurde das Tor 1223, es wird jedoch angenommen, dass schon 1187 ein Tor an dieser Stelle gestanden hat. Es diente als südliches Stadttor und als Durchlass der Via Claudia in Richtung Tirol und Italien. Im Jahr 1371 erfolgte ein Neubau, nachdem das alte Tor abgebrannt war. 1388 wurde die Anlage dann um einen Graben und eine Brücke erweitert. Im 15. Jahrhundert wurde die Toranlage erhöht und ausgebaut. 
Im Jahr 1545 wurde die Bastion am Roten Tor errichtet und 1604 erfolgte schließlich die Umgestaltung durch den Stadtbaumeister Elias Holl. 1777 wich die alte Holzbrücke einem steinernen Neubau, der zudem als Aquädukt diente. Während der Niederlegung der Festungseigenschaft Mitte des 19. Jahrhunderts wurde beschlossen, das Rote Tor nicht abzutragen. Um 1900 erfolgte die Umgestaltung des Stadtgrabens zu einer Grünanlage. 1929 wurde die bis heute genutzte Freilichtbühne eingeweiht. 1983 wurde anlässlich der Landesgartenschau Augsburg 1985 von der Stadt Augsburg unterhalb des Heilig-Geist-Spitals der Augsburger Kräutergarten geschaffen.
Das Rote Tor besaß früher fast eine „Zwillingsschwester“ in Augsburg, das von Elias Holl neugebaute Gögginger Tor, welches jedoch 1862 abgerissen wurde.